# KEGG
KEGG (Kjoto enciklopedija gena i genoma) je kolekcija onlajn baza podataka koje obuhvataju oblasti genoma, enzimatskih puteva, i bioloških jedinjenja. PATHWAY baza podataka sadrži mrežu molekulskih interakcija u ćelijama, i njihovih varijanti u specifičnim organizmima.

## Istorija
Japanski program za ljudski genom je osnovao KEGG, Kjoto enciklopediju gena i genoma, 1995. godine. Njeni osnivači smatraju KEGG "računarskom reprezentacijom" biološkog sistema. KEGG nalazi primenu u modelovanju i simulacijama, kao i u pregledu i pretraživanju podataka. On je komponenta sistemsko biološkog pristupa.
KEGG sadrži pet glavnih baza podataka:
- KEGG Atlas
- KEGG Put
- KEGG Geni
- KEGG Ligand
- KEGG BRITE

## Literatura
1. ↑  Kanehisa M (1997). „A database for post-genome analysis.”. Trends Genet. 13 (9): 375—6. PMID 9287494.
2. ↑  Kanehisa M; Goto S; Hattori M; Aoki-Kinoshita KF; Itoh M; Kawashima S;  . (2006). „From genomics to chemical genomics: new developments in KEGG.”. Nucleic Acids Res. 34 (Database issue): D354—7. PMC 1347464 . PMID 16381885. doi:10.1093/nar/gkj102.
3. ↑  Kanehisa M, Goto S, Kawashima S, Okuno Y, Hattori M (2004). „The KEGG resource for deciphering the genome.”. Nucleic Acids Res. 32 (Database issue): D277—80. PMC 308797 . PMID 14681412. doi:10.1093/nar/gkh063.

## Spoljašnje veze
- KEGG Put baza podataka
- Kjoto enciklopedija gena i genoma